# 29250 Helmutmoritz
29250 Helmutmoritz è un asteroide della fascia principale. Scoperto nel 1992, presenta un'orbita caratterizzata da un semiasse maggiore pari a 2,7747680 UA e da un'eccentricità di 0,1738466, inclinata di 7,58867° rispetto all'eclittica.